# Скопление Ас-Суфи
Скопление Ас-Суфи (Cr 399, так же известное как скопление Брокчи, скопление «Вешалка») — звёздное скопление примерно из 40 звёзд в созвездии Лисички.

## История открытия
Первым скопление описал арабский астроном Ас-Суфи в своей «Книге неподвижных звёзд» в 964 году: «…небольшое облако, расположенное на север от двух звёзд в оперении Стрелы».
В 1654 году оно было описано в каталоге туманных объектов итальянского астронома Джованни Баттисты Годиерна.
В 1920 году астроном-любитель Д. Брокчи из Американской ассоциации наблюдателей переменных звёзд создал карту этого скопления.
В 1931 году шведский астроном Коллиндер внёс его в свой каталог рассеянных звёздных скоплений под номером 399.

## Характеристики
10 звёзд (от 5m до 7m) скопления образуют астеризм «Вешалка».

## Наблюдения
Найти скопление достаточно просто — нужно провести прямую линию между Альтаиром и Вегой и на 1/3 расстояния от Альтаира будет хорошо заметное тусклое пятно — это и есть скопление Брокчи с Вешалкой. Сама Вешалка легко различима в бинокль. Лучшее время для наблюдения — июль-август.

## Текущий статус
На протяжении бо́льшей части XX века эта группа звёзд считалась рассеянным скоплением. Несколько независимых друг от друга научных работ, выпущенных после 1998 года, показали, что объект является не рассеянным скоплением, а астеризмом — группой близко расположенных на небе звёзд. Работы основывались на изучении параллакса и собственного движения звёзд, полученных спутником Европейского космического агентства Hipparcos.